# Mártires de la Reforma
Mártires de la Reforma är en ort i Mexiko.   Den ligger i kommunen El Mante och delstaten Tamaulipas, i den centrala delen av landet, 400 km norr om huvudstaden Mexico City. Mártires de la Reforma ligger 75 meter över havet och antalet invånare är 166.
Terrängen runt Mártires de la Reforma är platt åt nordost, men åt sydväst är den kuperad. Runt Mártires de la Reforma är det ganska tätbefolkat, med 65 invånare per kvadratkilometer. Närmaste större samhälle är Ciudad Mante, 9,9 km sydost om Mártires de la Reforma. Trakten runt Mártires de la Reforma består till största delen av jordbruksmark.